# Пивни, Джозеф
Джозеф Певни (англ. Joseph Pevney) (15 сентября 1911 — 18 мая 2008) — американский актёр театра и кино, а также режиссёр кино и телевидения 1930—1980-х годов.
К числу наиболее успешных фильмов, поставленных Певни, относятся «Вымогательство» (1950), «Загадочная дверь» (1951), «Пересечь шесть мостов» (1955), «Женщина на пляже» (1955), «Человек с тысячью лиц» (1957), «Тэмми и холостяк» (1957), «Это случилось в полночь» (1957), «Пуск торпеды» (1958), «Грабители» (1960) и «Ночь гризли» (1966).
С начала 1960-х годов Певни работал преимущественно на телевидении, где снимал многочисленные эпизоды сериалов «Караван повозок» (1957—1965), «Бонанза» (1959—1973), «Час Альфреда Хичкока»(1962—1965), «Беглец» (1963—1967), «Вертикальный взлёт» (1964—1967), «Миссия невыполнима» (1966—1973) и «Досье детектива Рокфорда» (1974—1980).
Более всего Певни помнят как режиссёра некоторых из самых удачных эпизодов оригинального сериала «Звёздный путь» (1966—1969).

## Ранние годы и начало карьеры
Джозеф Певни родился 15 сентября 1911 года в Нью-Йорке в семье часовщика и композитора-любителя. В 1924 году в 12-летнем возрасте Певни начал выступать на нью-йоркской эстраде как мальчик-сопрано. По словам Певни, он ненавидел эстраду и намеревался стать врачом, даже поступил на подготовительные курсы медицинского факультета Нью-Йоркского университета. Однако к тому времени он уже не мог избежать соблазна театральной сцены.
Как пишет историк кино Брюз Эдер, «вскоре он стал отдавать свою энергию университетской режиссуре и ещё задолго до выпуска стал помощником режиссёра и исполнителем эпизодических ролей на Бродвее».

## Театральная карьера
Начиная с 1936 года, Певни стал играть на Бродвее, в частности, в таких спектаклях как «Боевой гимн» (1936), «Джонни Джонсон» (1936—1937), «Мир, который мы создаём» (1939—1940), «Лошадиная лихорадка» (1940), «Родной сын» (1941), «Ландыш» (1942) и «Адвокат» (1942—1943). Он также поставил на Бродвее спектакли «Пусть свобода поёт» (1942) и «Лебединая песня» (1946).
Во время Второй мировой войны Певни старшим сержантом Корпуса связи армии США, где ставил эстрадные ревю для военнослужащих на базе европейских театров.
После возвращения в Нью-Йорк Певни участвовал в возрождении спектакля «Адвокат» (1944) на Бродвее с Полом Муни в главной роли, играя Гарри Беккера, «раненого коммунистического агитатора с безумными глазами». Свою последнюю крупную театральную роль Певни сыграл в спектакле «Дом храбрых» (1945—1946). Этой ролью он обратил на себя внимание как актёр.

## Актёрская карьера в кинематографе
Свою голливудскую карьеру Певни начал как актёр, сыграв в период 1946—1950 годов в шести фильмах нуар подряд — «Ноктюрн» (1946), «Тело и душа» (1947), «Улица без названия» (1948), «Воровское шоссе» (1949), «Вымогательство» (1950) и «За стеной» (1950). В фильме «Ноктюрн» с участием Джорджа Рафта он сыграл важную роль пианиста-убийцы, в «Тело и душа» он был другом и менеджером главного героя, успешного профессионального боксёра, которого сыграл Джон Гарфилд. В фильме «Улица без названия» Певни был подручным гангстера (Ричард Уидмарк), а в «Воровском шоссе» с участием Ричарда Конте и Ли Джей Кобба Певни сыграл роль одного из водителей, который доставляет яблоки на рынок, который находится под контролем местной мафии. На следующий год у Певни была небольшая роль репортёра в фильме «Вымогательство» с участием Говарда Даффа и Брайана Донлеви, а ещё год спустя в фильме «За стеной» он сыграл болтливого санитара, друга и коллегу главного героя (Ричард Бейсхарт).

## Режиссёрская карьера в кинематографе
Как режиссёр Певни дебютировал с фильмом нуар «Вымогательство» (1950), в котором сыграл свою последнюю, совсем небольшую роль репортёра. В центре внимания картины находится беспринципный фоторепортёр Джек Эрли (Говард Дафф), который благодаря своей инициативе и неразборчивости в средствах быстро делает карьеру в одной из газет Сан-Франциско. По заданию редакции он делает эксклюзивное фото гангстера Ника Палмера (Брайан Донлеви), после чего выходит на прямой контакт с Ником, вскоре сталкивая его с конкурирующим гангстером Колтоном (Лоуренс Тирни), что приводит к убийству Ника и росту славы Джека как фотографа, снявшего это убийство. Несмотря на то, что Ник вырастает до престижного фотографа, шантаж Колтона, обман Ника и измена близкой подруге приводят к тому, что во время спланированной Джеком акции ограбления гостей светского приёма Колтон убивает Джека, который в последний момент успевает запечатлеть акт своего убийства на камеру. Сразу после выхода фильма на экраны газета «Нью-Йорк таймс» в своей рецензии написала, что «в центре внимания этого фильма один из самых радикальных, идущих напролом негодяев». Хотя в этой мелодраме «больше длинных разговоров, чем действия, но в достатке присутствует и последнее, и всё это за 80 минут». Современный историк кино Деннис Шварц отметил, что «Певни адекватно ставит этот малый рутинный фильм нуар о безжалостном и беспринципном фотографе», который однако не тянет на «разоблачительную историю», а «скорее отражает стремление американцев к материальному успеху».
В фильме нуар «Девушка под прикрытием» (1950) в центре внимания находится курсант полиции Кристин Миллер (Алексис Смит), которую род руководством опытного детектива Майка Трента (Скотт Брейди) под видом наркодилера выводят на контакт с бандой наркоторговцев в Лос-Анджелесе. Пройдя по цепочке от рядового наркодилера до главаря всей организации, Кристин в итоге выясняет имя и обезвреживает главаря банды. По словам историка кино Хэла Эриксона, «зритель почти не столкнётся с неожиданностями в этом фильме, хотя режиссёру Джозефу Певни и удаётся добиться саспенса в кульминации картины». Историк кино Джим Макленнан полагает, что «несмотря на хорошую главную идею», фильм проваливается в её реализации. По его мнению. «фильм больше сосредоточен на попытке создать напряжение, чем на развитии событий»,… однако «это не работает, приводя картину к затянутой кульминации».
В следующей работе Певни, спортивном фильме нуар «Железный человек» (1951) речь идёт о добром и порядочном шахтёре из Пенсильвании Коуке Мейсоне (Джефф Чандлер), который становится профессиональным боксёром, демонстрируя в решающиеся моменты поединка звериную жестокость. И хотя это приносит ему победы, зрители ненавидят его. В конце концов, когда его «грязная» манера ведения боя приводит к проблемам в отношениях с женой (Эвелин Кейс) и братом (Стивен Макнелли), Коук меняет своё поведение на ринге. В итоге, в упорном финальном бою со своим другом и партнёром Спидом О’Кифом (Рок Хадсон) Коук терпит поражение, но покидает ринг под восторженные аплодисменты зрителей. После выхода картины на экраны обозреватель «Нью-Йорк таймс» написал, что хотя фильм и «не испытывает недостатка в крови, поте и подозрениях, которые присущи боксёрским драмам», тем не менее «эта история о боксёре, напуганном и побежденном собственным инстинктом убийцы», не выходит за рамки «стандартной для этой темы». По мнению критика, «актёрский состав, режиссёр и сценарист профессиональны и относятся к своей работе серьёзно, но они не создают чемпионского фильма». Это просто «крепкое профессиональное исследование необычного боксёра — шахтёра по профессии, который мечтает о менее тяжёлом и менее опасном существовании». По мнению современного киноведа Майка Кини, «благодаря хорошей актёрской игре и увлекательным сценам боёв получился отличный боксёрский фильм. А бой Чандлера с Хадсоном сам по себе стоит того, чтобы продавать на него билеты».
Фильм ужасов «Загадочная дверь» (1951) Певни снял по рассказу Роберта Луиса Стивенсона. В центре внимания истории находится психически больной французский аристократ Алан Де Малетруа (Чарльз Лоутон), разгневанный тем, что возлюбленная бросила его ради его брата Эдмона (Кэвэна, Пол), Де Малетруа бросает Эдмона в темницу своего замка, а затем годы спустя принуждает дочь Эдмона Бланш (Сэлли Форрест) к браку по расчету с внешне никчемным дворянином Деннисом де Болье (Ричард Стэпли). Заключенные в стенах замка властным Де Малетруа, Бланш и Деннис искренне влюбляются и пытаются бежать, однако Де Малетруа хватает их и бросает в заточение. Лишь в финале картины Вольтан (Борис Карлофф), слуга Де Малетруа, расправляется со своим хозяином, выпуская на свободу Эдмона, Бланш и Денниса.Как написал современный кинокритик Крейг Батлер, «это не столько фильм ужасов, сколько готическая мелодрама, которой однако не хватает убедительности. Скачкообразный сюжет и огромные сюжетные дыры заставляют набраться терпения даже преданных поклонников жанра». Как далее пишет критик, это «довольно плохой фильм, но надо также заметить, что это довольно забавная, вычурная и избыточная мелодрама, которая особенно привлечёт любителей посмотреть что-либо чудное».
Далее последовали военная мелодрама «Воздушный кадет» (1951) со Стивеном Макнэлли и Гейл Расселл, а также вестерн «Леди из Техаса» (1951) с Говардом Даффом и Моной Фриман, которые не привлекли к себе особого внимания.
В 1952 году у Певни вышли также музыкальная мелодрама «Знакомьтесь с Дэнни Уилсоном» (1952), главные роли в которой сыграли Фрэнк Синатра и Шелли Уинтерс и комедия «Прямо через улицу» (1952) с Энн Шеридан и Джоном Лундом, а также его второй боксёрский нуар «Плоть и ярость» (1952) с участием Тони Кёртиса и Джен Стерлинг. Анализируя фильм «Плоть и ярость», обозреватель «Нью-Йорк Таймс» Говард Томпсон написал, что в этой аккуратно сделанной под Тони Кёртиса мелодраме мы видим очевидную попытку раскрутить этого молодёжного идола как полноценного актёра в роли профессионального бойца, который стремиться с немалым успехом к тому, чтобы измениться. «Эта демонстрация талантов Кёртиса оформлена небольшим актёрским составом, операторская работа довольно хорошая, а режиссура Певни временами нетороплива и сдержана. Однако главным новшеством этого мягкого, безобидного фильма становится тот факт, что динамичный боксёр Кёртиса оказывается глухонемым». В целом же, по мнению Томпсона, «фильм остаётся стандартной историей на ринге и около него. Трудности героя, конечно, интересны, и мускулистый мистер Кертис доносит своё тяжёлое положение, по большей части, с тем нерешительным недоумением, которое кажется достаточно естественным… Однако вторая половина фильма оказывается зажатой в лабиринте боксёрских штампов».
Ещё одним фильмом Певни 1952 года нуаровой мелодраме «Из-за тебя» (1952) молодая пара, Стив (Джефф Чандлер) и Кристин (Лоретта Янг), вступают в брак, не познакомившись друг с другом достаточно близко. Несмотря на то, что Кристин пытается рассказать Стиву о своём сложном прошлом, когда она была связана с наркоторговцами и даже сидела в тюрьме, Стив, не слушая, продолжает осыпать её поцелуями. После двух лет брака Кристин неожиданно сбегает вместе со своим бывшим парнем из криминальной среды в Мексику. По дороге они попадают в аварию, после чего Стив узнаёт о тёмном прошлом своей жены. Он аннулирует брак и получает опеку над их общим ребёнком, оставляя Кристин в одиночестве. Как написал в «Нью-Йорк Таймс» кинообозреватель Босли Краузер: «Вот так всё происходит в этой смеси нелепости и сентиментальности — просто одно сердцебиение за другим, и всё это без какого-либо смысла». Но, конечно, к концу всё «складывается аккуратно и нелогично, когда муж наконец приходит к осознанию того, что он всё это время любил свою жену». Как далее пишет Краузер, «актёрская игра и режиссура так же сыры и бесхитростны в этом фильме, как и сценарий, а вся картина имеет вялость кинодрамы самого низкого ментального уровня. Единственное, что в нём интригует, — это возможность понаблюдать за тем, какими благодушными идиотами иногда могут быть леди и джентльмены в некоторых фильмах».
В 1953 году Певни снял комедийную мелодраму «Это случается каждый четверг» (1953) с участием Лоретты Янг и Джона Форсайта, приключенческую экшн-мелодраму «Пустынный легион» (1953) с Аланом Лэддом, Ричардом Конте и Арлин Дал, а также приключенческую мелодраму «Возвращение в страну Бога» (1953) с Роком Хадсоном, Стивом Кокраном и Марсией Хендерсон. Ещё год спустя у Певни вышли нуаровая мелодрама «Прожигательница жизни» (1954) с Шеоои Уинтерс и Барри Салливаном, комедия «Цирк с тремя аренами» (1954) с Дином Мартином и Джерри Льюисом, а также приключенческая мелодрама «Янки-Паша» (1954) с Джеффом Чандлером и Рондой Флеминг.
Фильм нуар «Женщина на пляже» (1955) рассказывал о Линн Маркем (Джоан Кроуфорд), которая приезжает в пляжный домик, принадлежавший её умершему мужу, где встречает обаятельного мужчину Драммонда Холла (Джефф Чандлер), который чувствует себя в домике как дома. Как затем выясняется, Драммонд, работал на карточную мафию, и, возможно, виновен в смерти последней арендаторши коттеджа, втянув её в игру. Понимая с кем имеет дело, Линн тем не менее влюбляется и выходит замуж за Драммонда, который, как в итоге выясняется, не имеет отношения к убийству. Обозреватель «Нью-Йорк Таймс» Босли Краузер назвал картину «медленной и старомодной», указав также на «глупость избитого сценария, а также искусственность и претенциозность актёрского стиля мисс Кроуфорд».
После мелодрамы «Фосфорицирующий свет» (1955) о романе и последующем неравном браке светской дамы (Джейн Расселл) и инженера с индейскими кровями (Джефф Чандлер), Певни снял фильм нуар «Пересечь шесть мостов» (1955), рассказывающий историю профессионального преступника Джерри Флориа (Тони Кёртис), который действовал в Бостоне в период 1930—1940-х годов, а также его сложным взаимоотношениям с полицейским Эдди Галлахером (Джордж Нейдер). После выхода фильма на экраны кинокритик «Нью-Йорк Таймс» Говард Томпсон отметил, что эта «криминальная мелодрама… косвенно основана на поразительном случае ограбления компании „Бринкс“ на 2.5 миллиона долларов». По мнению Томпсона, «это гладко выстроенное, но неубедительное и уже привычное исследование личности главаря банды, его взлёта, падения и возрождения». Как отмечает критик, «хотя от текста сценариста Сидни Бёма можно было бы ожидать большего», тем не менее, «частично снятый на натуре, фильм в полной мере демонстрирует свою изобразительную мощь». По существу, по мнению Томпсона, "главной звездой шоу становится сам город Бостон. Живописные виды городских магистралей и пейзажей, которые выхватывает бдительный оператор, более увлекательны и аутентичны чем что-либо, что происходит на экране… Джозеф Певни «просто и довольно живо подаёт многочисленные эпизоды картины, однако не те, в которых участвуют двое главных персонажей, от которых всё зависит».
Одной из наиболее заметных картин Певни стала военная драма «Очистить территорию» (1956), которая, по словам Эдера, стала «самым коммерческим успешным фильмом студии Universal Pictures на тот момент». Фильм рассказывал об участии корабля американского ВМС в боевых действиях на Тихоокеанском фронте в период 1943—1945 годов. Главные роли в фильме сыграли Джефф Чандлер и Джордж Нейдер. Современный критик Деннис Шварц назвал картину «стандартной крупнобюджетной назидательной патриотической драмой времён Второй мировой войны, для которой Певни снял несколько хороших сцен боевых действий». В 1956 году Певни сделал также приключенческую криминальную мелодраму «Пересекая Конго» (1956) с Вирджинией Мейо, Джорджем Нейдером и Питером Лорре, в которой герои картины оказываются в центре борьбы за власть в вымышленном африканском государстве на реке Конго.
Как пишет Деннис Маклеллан, "на своём пике в Universal в 1957 году Певни сделал три фильма, которые вышли в кинотеатрах Лос-Анджелеса практически одновременно — это биографическая драма «Человек с тысячью лиц» с Джеймсом Кэгни в главной роли, романтическая комедия с Дебби Рейнольдс «Тэмми и холостяк» и криминальная драма с Тони Кёртисом «Это случилось в полночь».
По мнению кинообозревателя «Нью-Йорк Таймс» Босли Краузера, в фильме «Человек с тысячью лиц» (1957) «благодаря восхитительной игре Джеймса Кэгни в роли выдающегося актёра немого кино Лона Чейни возникает драма и образ „человека в тысячью лиц“». Как далее пишет критик, «возможно, Чейни и не совсем таков, каким его представил Кэгни в этом фильме, но это человек достаточно на него похожий и сопоставимый с ним по сложности». Как полагает Краузер, «по своей сути это драма много и долго страдающего человека, который изливает свои страдания в актёрской игре… Несмотря на некоторые проблемы со сценарием, Кэгни тем не менее доносит волнительное чувство преданности актёра своей первой жене, своему юному сыну и стареющим родителям, также, как и своей профессии, которой он упрямо следует на протяжении своей тяжёлой карьеры, начиная с эстрадной сцены и заканчивая звёздным статусом в Голливуде. Кэгни доносит нежность, чувственность и гордость вдохновенного актёра, и это сердце фильма… Постановка Певни любопытным образом тяготеет к клише, но Кэгни поднимается над этим. Он создаёт личность». По мнению современного историка кино Ричарда Гиллиама, «этот байопик поднимается на высокий уровень благодаря убедительной игре Кэгни в роли звезды немого кино Лона Чейни. Произведённый Universal, студией, на которой Чейни стал крупной звездой после фильма „Призрак Оперы“ (1925), это скорее дань памяти, чем объективная история актёра… Несмотря на то, что это, вероятно, лучший фильм у Певни, голос режиссёра заметен мало. Это проект всей студии, и заслугой Певни стало скорее умелое управление бюджетом картины, чем кинематографическое мастерство». Фильм был номинирован на «Оскар» за лучший сценарий.
Романтическая комедия «Тэмми и холостяк» (1957) рассказывала о девушке на сельском Юге по имени Тэмми (Дебби Рейнольдс), которая ухаживает за лётчиком Питером Брентом (Лесли Нильсен) после того, как его самолёт упал недалеко от её дома. В атмосфере взаимного восхищения Питер вскоре приглашает её на свою плантацию, где она очаровывает его высокомерную семью и превращает всё вокруг в действительно сладостное и светлое место. По мнению Крейга Батлера, «хотя часть современной публики может отвергнуть её как банальную, на самом деле это довольно увлекательная маленькая романтическая подростковая комедия. Действительно, многое изменилось со времени создания фильма, который бесспорно устарел, порой даже вызывая смех. И дело даже не столько в языке, ассоциациях и озабоченностях, сама тональность фильма настолько наивна, что немного чужеродна. Однако в нём столько приятности и невинности, над которыми современные зрители скорее с удовольствием посмеются, чем будут издевательски насмехаться над его отсталостью. Это пустяковый фильм, но он приятный». Как написал Эдер, "эта нежная, лиричная, романтическая и чарующая картина не только стала огромным хитом, но также породила три сиквела и один телесериал (ни один из которых не снимал Певни).
Фильм «Это случилось в полночь» (1957) рассказывает о молодом полицейском Джо Мартини (Тони Кёртис), который увольняется со службы, чтобы раскрыть убийство воспитавшего его священника. В ходе расследования Джо знакомится с семьёй доброго владельца прибрежного ресторана и влюбляется в его кузину (Мариза Паван). В конечном итоге Джо удаётся разоблачить убийцу, которого он уже привык считать своим другом. После выхода картины на экраны кинообозреватель А. Х. Вейлер написал в «Нью-Йорк Таймс», что это «в принципе традиционный детектив, который создатели фильма профессионально раскручивают в напряжённую историю». Критик особенно подчёркивает, «что фильм обладает редким свойством удержания зрителей в неведении вплоть до самого финала», далее указывая, что «это странная и простая семейная история, в которой ложные следы кажутся настоящими, и в которой очень симпатичный главный подозреваемый более достоин медали, чем газовой камеры». По мнению Вейлера, «продюсеры очевидно не имели никаких иллюзий относительно грандиозности картины, тем не менее, им удалось рассказать захватывающую историю». Как замечает критик, «при создании образов основных персонажей, особенно, подозреваемого, сценаристы не только интригуют зрителя, но и рисуют интересные человеческие портреты». Вейлер также отмечает «живую постановочную работу Певни и натурную операторскую работу Расселла Метти, которые доносят атмосферу жизни италоамериканцев, обитающих в живописном холмистом квартале Сан-Франциско. Всё это делает ленту искусным и интересным маленьким фильмом». Современный историк кино Майкл Кини назвал картину «крепким детективом с хорошим сценарием», а киновед Сандра Бреннан — «напряжённым детективом с убийством».
Вышедший в том же году цветной фильм нуар «Стамбул» (1957) был неудачным ремейком фильма «Сингапур» (1947). На этот раз герой картины, лётчик и искатель приключений (Эррол Флинн) приезжает в Стамбул, чтобы забрать припрятанные им сокровища, сталкиваясь со своей бывшей женой (Корнелл Борхерс), которая страдает от амнезии. Герой картины также вынужден уходить от слежки со стороны властей и противостоять группе бандитов, которые также ведут охоту за сокровищами.
В 1958 году Певни выпустил мелодраму о подводниках периода Второй мировой войны «Пуск торпеды» (1958), в которой главные роли сыграли Гленн Форд и Эрнест Боргнайн. Как написал в «Нью-Йорк таймс» после выхода фильма Босли Краузер, «ветераны-подводники, возможно, не найдут в этой голливудской продукции ничего нового или необычного, но они точно найдут там много старого. Стереотипы боевых действий на подводной лодке, которые уже исчерпали себя в фильме „Курс на Токио“ (1943), повторяются в этой картине снова и снова, как будто это нечто свежее… Здесь драма не только стандартно написана, но она также и разыграна весьма избитым образом с добавлением нелепых миниатюр… Странным образом, этот фильм категории В сделан в цвете и в формате CinemaScope, что делает показываемое на экране ещё более игрушечным».
В том же году вышел «психологический» приключенческий фильм Певни «Сумерки Богов» (1958) с Роком Хадсоном в роли капитана Белла, который начинает спиваться после трибунала и увольнения со службы в ВМС США. Пониженный до командования ветхой морской шхуной, Белл вступает в контакт с группой пассажиров и членов команды, которые почти также запутались в жизни, как и он — это Шарлотта (Сид Чарисс), проститутка из Гонконга в бегах от властей, третьеразрядный предприниматель в сфере шоу-бизнеса Хаттон (Лейф Эриксон), эрудированный местный бродяга Уиггинс (Ричард Хейдн), пара беженцев, неэффективный миссионер, бывшая оперная звезда, лучшие дни которой позади, второй помощник и, кроме того, сборище различных мерзавцев. Как пишет Хэл Эриксон, «иными словами, „Гранд-отель“ (1932) на море». В кульминации картины «во время опасного для жизни шторма на море раскрываются истинные характеры пассажиров и членов экипажа — как с лучшей, так и с худшей стороны».
В 1960 году Певни снял вестерн «Грабители» (1960), который рассказывал о четырёх молодых ковбоях, которые после потери всех своих денег в Додж-Сити, заезжают в пыльный городок Трейл-Сити. Когда они отказываются платить в баре, шериф (Джей С. Флиппен) сажает их на ночь в тюрьму, требуя на следующее утро. Когда парней выпускают из тюрьмы, они отказываются платить за гостиничный номер и еду и насмехаются над требованиями старого шерифа. Осмелев, парни захватывают городок, избивая бармена, единственного человека в гордке, кто попытался дать им отпор. Они завладевают оружием из магазина, после чего убивают шерифа, а затем один из них избивает владельца ранчо Сэма Кристи (ДЖефф Чандлер). Тогда Сэм, используя свой опыт боевого офицера, поднимает город против разгулявшихся юнцов, что приводит к решающей перестрелке, в ходе которой их убивают одного за другим. Киновед Деннис Шварц назвал фильм «весьма приличным вестерном, чётко поставленным Певни по напряжённому, но предсказуемому сценарию». Фильм не без оснований сравнивали с «Дикарём» (1953) с участием Марлона Брандо.
В 1960 году у Певни вышла мелодрама «Кэш Макколл» (1960). Как написал Деннис Шварц, это «местами забавная глянцевая мыльная опера о шатких романтических и деловых отношениях. История повествует о перипетиях в деловом мире, где привлекательная Лори Остин (Натали Вуд) оказывается втянутой в дела своего отца, крупного бизнесмена (Джин Джаггер) с безжалостным молодым дельцом Кэшем Макколом (Джеймс Гарнер), который скупает и поглощает чужие компании». По ходу развития деловой части сюжета между Лори с Кэшем начинаются отношения, что меняет подход Кэша к бизнесу. По словам Шварца, "сказать, что сделано это поверхностно, было бы слишком щедро. Всё сводится к бессмысленной поучительной истории о неуместной деловой этике, и заканчивается незаслуженным счастливым концом. Говард Томпсон в «Нью-Йорк таймс» назвал картину «столь же увлекательной, насколько и абсурдной». Отметив «грамотную режиссуру» Певни, Томпсон пишет, что «картина заканчивается так же легко, как и начиналась… Получается безболезненное и забавное кино, которое лишь время от времени касается твердой почвы».
Триллер «Перегруженное небо» (1960) рассказывает об авиакатастрофе, а также характерах и судьбах людей, которые в неё попали. Поднявшись в небо, капитан сверхзвукового самолёта ВМС США Дейл Хит (Ефрем Цимбалист-младший), вдруг замечает, что радиосвязь и навигационное оборудование на борту самолёта вышли из строя. Предположительно, он идёт правильным курсом, но, возможно, на той высоте, на которой движутся суда во встречном направлении. Тем временем в противоположном направлении тем же курсом летит коммерческий авиалайнер с пассажирами, которым управляет опытный пилот Дик Барнетт (Дэна Эндрюс). Значительная часть первых 85 минут этого триллера посвящена пассажирам и пилотам, озабоченных своими личными проблемами, о которых рассказывается в продолжительных флэшбеках. Так, Хит переживает по поводу своего несчастного брака с неверной женой (Ронда Флеминг). Барнетт озабочен состоянием своего второго пилота Майка Рула (Джон Керр), который не может выбрать между своей любовью к полётам и любовью к живописи, что приводит к конфликтам с отцом-художником, а также переживает по поводу проблемный отношений со старшей стюардессой (Энн Фрэнсис). Как полагает Эдер, «возможно, флэшбеки покажутся современному зрителю чересчур продолжительными, но они себя оправдывают. В целом же, за исключением архаичного сленга 1950-х годов (который как не парадоксально, был предназначен чтобы сделан фильм более актуальным), который засоряет речь персонажей, а также наивный побочный сюжет о бродвейском актёре на его пути в Голливуд, в остальном материал достоин просмотра, хотя в нём м присутствуют элементы мыльной оперы, по мере того, как нарастает саспенс». По словам критика, «фильм нагромождает намеки и подсказки (некоторые из них ложные) о надвигающейся опасности, которые превращают последние примерно 20 минут в чётко сделанный и захватывающий кинематографический аттракцион для своего времени». По мнению Эдера, «на тот момент это был один из самых умных и экономичных триллеров о воздушных путешествиях». Фильму присущи некоторые лучшие достоинства крупнобюджетного кино категории А, в частности, сравнительно большой актёрский состав, который сочетается с «аккуратной, чистой, непретенциозной и незамутнённой постановкой категории В». Как отмечает критик, это хороший полновесный триллер, который страдает лишь от некоторых небольших недостатков малого бюджета — «вероятно, не хватило времени и ресурсов, чтобы развить все второстепенные линии с участием пассажиров и пилотов таким образом, как это делается в соответствующих крупнобюджетных фильмах-катастрофах, а при постанове ключевой сцены крушения самолёта использованы очевидно дешёвые спецэффекты». Однако, как отмечает Эдер, «к счастью, Певни снимал фильм с таким мастерством, что вместе с некоторыми хорошими актёрскими работами фильм справился с указанными выше проблемами и в конечном итоге доставляет удовольствие. Хотя он и не достигает уровня фильмов категории А, но является хорошим примером профессионального и часто вдохновлённого кинопроизводства со стороны недооценённого режиссёра и старательно работающего актёрского состава».
В 1961 году вышел биографический фильм «Портрет мафиози» (1961). Как написала современный киновед Элинор Манникка, «плодовитый режиссёр Джозеф Певни значительно более известен по телесериалу „Звёздный путь“, чем по этой, довольно обычной документальной драме о мафиози „Датче“ Шульце (Вик Морроу)». Фильм рассматривает события, приведшие к падению этого практически безграмотного «пивного короля» из Бронкса. Одно из центральный мест в фильме отведено его роману с Айрис Мёрфи (Лесли Перриш), которая сначала уходит к Шульцу от своего мужа-полицейского, а затем спивается. Как отметила Манникка, «к чести режиссёра, он не романтизирует образ Шульца, несмотря на красивые легенды, окружающие его имя».
В 1966 году Певни снял свой последний фильм для большого экрана, вестерн «Ночь гризли» (1966). В рецензии на фильм в «Нью-Йорк Таймс» отмачалось, что «живо движется, хотя и предсказуемым путём». Это история стойкого фермера (Клинт Уокер), его жены (Марта Хайер) и их детей, которые в конечном итоге успешно борются за спасение своей земли от выкупленной ипотеки и мародерствующего медведя гризли. В репликах много банальности и повторов, однако «люди приятные, их проблемы вполне реальны и решение этих проблем вполне удовлетворяет».

## Карьера на телевидении
Проведя 1950-е годы в качестве контрактного режиссёра на Universal Pictures, Певни затем перешёл на телевидение, где вскоре снял пять эпизодов сериала «Час Альфреда Хичкока» (1962—1965).В дальнейшем Певни снимал «сотни телевизионных эпизодов — от „Каравана повозок“ до „Звёздного пути“».
Как отмечает Деннис Маклеллан, с начала 1960-х годов Певни сосредоточился на телевидении, где вплоть до своего ухода на пенсию в середине 1980-х годов снимал эпизоды многочисленных телесериалов, среди которых «Караван повозок» (1959—1965, 24 эпизода), «Семейка монстров» (1964—1966, 11 эпизодов), «Беглец» (1966, 1 эпизод), «Бонанза» (1968—1972, 6 эпизодов), «Вертикальный взлёт» (1966, 3 эпизода), «Виргинцы» (1969—1970, 6 эпизодов), «Адам-12» (1969—1975, 11 эпизодов), «Маркус Уэлби, врач» (1973—1976, 7 эпизодов), «Критическое положение» (1974—1976, 7 эпизодов). «Невероятный Халк» (1978—1979, 2 эпизода), «Остров фантазий» (1978, 1 эпизод), «Медицинский центр» (1973—1975, 5 эпизодов) и «Охотник Джон» (1979—1985, 8 эпизодов). Чарльз Троттер добавляет к этому списку сериалы «Моя жена меня приворожила» (1965, 1 эпизод), «Миссия невыполнима» (1967, 1 эпизод) и «Досье детектива Рокфорда (1979, 1 эпизод)». Среди прочих телеработ на его счеты также работа с сериалами «Новое поколение» (1962, 5 эпизодов) и «Идти своим путём» (1962—1963, 14 эпизодов), мини-сериал «Завоевание Запада» (1979, 2 эпизода) и сериал «Бумажная погоня» (1983, 2 эпизода).
Однако, по мнению большинства киноведов, самым большим достижением Певни на телевидении в качестве режиссёра стал классический научно-фантастический сериал «Звёздный путь», который шёл по каналу NBC в 1966—1969 годах. Певни снял в общей сложности 14 эпизодов этого сериала, поделив первое место с режиссёром Марком Дэниелсом. Как неоднократно отмечалось, Певни снял многие из самых любимых поклонниками эпизодов сериала, включая «Город на грани вечности», «Время амок», «Беда с Трибблами» и «Путешествие в Вавилон», а также «Арена» и «Иммунный синдром». Как отметил обозреватель газеты Desert Sun, Певни гордился тем, что три самых любимых фанатами эпизода «Звездного пути» снимал именно он.
Как заявил исследователь телесериала «Звездный путь» ДЖефф Бонд, «Первая половина второго сезона шоу, когда Певни работал попеременно с Дэниелсом, считается лучшей частью сериала… Именно в тот момент сериал достиг своего пика. В нём было больше юмора, больше приключений и сама тональность была более высокого уровня». Актёр Джордж Такэй вспоминает, что Певни был «очень организованным и очень авторитарным» как режиссёр. «Он был очень чёток в отношении того, что он хотел, но он при этом был очень раскован, даже весел во время постановки. От работы с ним я получал наслаждение».

## Оценка творчества
Джозеф Певни начинал творческую карьеру как бродвейский актёр и режиссёр. Как отмечает Брюс Эдер, у Певни была «довольно серьёзная театральная карьера перед тем, как во второй половине 1940-х годов он ушёл исключительно в кино».
По свидетельству Turner Classic Movies, «после умеренно успешной карьеры киноактёра Певни переключился на кинорежиссуру, и сделал в этом качестве более 90 работ, включая фильмы и эпизоды хорошо известных телешоу».
В 1950 году Певни подписал контракт со студией Universal Pictures, «показав себя режиссёром двойной силы — очень хорошим с актёрами благодаря многолетнемуо опыту игры на сцене — а также способным хорошо ставить и увлекательно делать сцены экшна в рамках установленного бюджета».
За свою режиссёрскую карьеру, охватившую около 35 лет, Певни снял более 35 фильмов и сотни эпизодов телесериалов. В начале кинокарьеры Певни работал в основном в криминальном жанре — в 1950-е годы у него был плодотворный период с несколькими фильмами в год, среди них такие фильмы нуар, как «Вымогательство» с Говардом Даффом, «Пересечь шесть мостов» с Тони Кёртисом, «Женщина на пляже» с Джоан Кроуфорд и «Это случилось в полночь», снова с Кёртисом. Как отмечает Деннис Маклеллан, большинство своих фильмов Певни снимал в 1950-е годы, среди его картин критик выделяет «Знакомьтесь с Дэнни Уилсоном» с Фрэнком Синатрой и Шелли Уинтерс, «Цирк на ринге» с Дином Мартином и Джерри Льюисом и «Сумерки Богов» с Роком Хадсоном и Сид Чарисс. По свидетельству Эдера, некоторые фильмы Певни добились заметного коммерческого успеха.
Как далее отмечает Эдер, Певни был режиссёром «с широко признанным умением создавать что-то существенное из очень слабенького сценария, что было бесценным даром как на большом, так и на малом экранах». Он также был известен как хорошо организованный и точный режиссёр, который при этом умел создать расслабленную атмосферу на съёмочной площадке. Певни менее хорош он был в драме, комедии, триллерах и костюмированных эпиках, и удачно работал с такими звёздами, как Рок Хадсон, Мейми ван Дорен и Фрэнк Синатра. Но, по мнению Эдера, «особый успех — в плане актёрской игры — у него был при работе с Тони Кёртисом и с Джеффом Чандлером».
Как отметил Эдер, Певни «не был великим стилистом, но по неизвестной для них самих причине французские критики любили его фильмы. И хотя американские критики были менее любезны, американская публика выражала своё одобрение его работой, превращая его фильмы в поток хитов». Он был одним из самых надёжных кинематографистов в Голливуде, и эту черту он не утерял, когда во второй половине 1960-х годов перешёл на телевидение.

## Личная жизнь
Джозеф Певни был женат три раза. С 1942 вплоть до её смерти в 1969 году он был женат на актрисе Мици Грин, у пары было четверо детей — Джоэл, Джен, Джефф (умер в 1989 году) и Джей. С 1989 года и вплоть до её смерти в 1996 году он был женат на Филиппе Хилбер. Наконец, с 2002 года вплоть о своей смерти в 2008 году он был женат на Марго Певни.
В 1985 году Певни завершил карьеру в шоу-бизнесе, и несколько лет спустя переехал в Палм-Дезерт.

## Смерть
Джозеф Певни умер 18 мая 2008 года в своём доме в Палм-Дезерт, Калифорния, в возрасте 96 лет, в окружении жены Марго и членов своей семьи.
Помимо жены Марго и троих детей от первого брака у него осталось двое внуков и трое правнуков.

## Фильмография
| Год       | Название                               | Оригинальное название                | Фильм / телесериал | В каком качестве участвовал                 |
| --------- | -------------------------------------- | ------------------------------------ | ------------------ | ------------------------------------------- |
| 1946      | Ноктюрн                                | Nocturne                             | Фильм              | Актёр                                       |
| 1947      | Тело и душа                            | Body and Soul                        | Фильм              | Актёр                                       |
| 1948      | Улица без названия                     | Street With No Name                  | Фильм              | Актёр                                       |
| 1949      | Воровское шоссе                        | Thieves' Highway                     | Фильм              | Актёр                                       |
| 1950      | За стеной                              | Outside the Wall                     | Фильм              | Актёр                                       |
| 1950      | Вымогательство                         | Shakedown                            | Фильм              | Режиссёр, актёр                             |
| 1950      | Девушка под прикрытием                 | Undercover Girl                      | Фильм              | Режиссёр                                    |
| 1951      | Воздушный кадет                        | Air Cadet                            | Фильм              | Режиссёр                                    |
| 1951      | Железный человек                       | Iron Man                             | Фильм              | Режиссёр                                    |
| 1951      | Леди из Техаса                         | The Lady from Texas                  | Фильм              | Режиссёр                                    |
| 1951      | Загадочная дверь                       | The Strange Door                     | Фильм              | Режиссёр                                    |
| 1951      | Знакомьтесь: Дэнни Уилсон              | Meet Danny Wilson                    | Фильм              | Режиссёр                                    |
| 1952      | Из-за тебя                             | Because of You                       | Фильм              | Режиссёр                                    |
| 1952      | Плоть и ярость                         | Flesh and Fury                       | Фильм              | Режиссёр                                    |
| 1952      | Прямо через улицу                      | Just Across the Street               | Фильм              | Режиссёр                                    |
| 1953      | Возвращение в страну Бога              | Back to God’s Country                | Фильм              | Режиссёр                                    |
| 1953      | Пустынный легион                       | Desert Legion                        | Фильм              | Режиссёр                                    |
| 1953      | Это происходит каждый четверг          | It Happens Every Thursday            | Фильм              | Режиссёр                                    |
| 1954      | Прожигательница жизни                  | Playgirl                             | Фильм              | Режиссёр                                    |
| 1954      | Цирк с тремя аренами                   | 3 Ring Circus                        | Фильм              | Режиссёр                                    |
| 1954      | Янки Паша                              | Yankee Pasha                         | Фильм              | Режиссёр                                    |
| 1955      | Женщина на пляже                       | Female on the Beach                  | Фильм              | Режиссёр                                    |
| 1955      | Фосфоресцирующий свет                  | Foxfire                              | Фильм              | Режиссёр                                    |
| 1955      | Пересечь шесть мостов                  | Six Bridges to Cross                 | Фильм              | Режиссёр                                    |
| 1956      | Очистить территорию                    | Away All Boats                       | Фильм              | Режиссёр                                    |
| 1956      | Пересекая Конго                        | Congo Crossing                       | Фильм              | Режиссёр                                    |
| 1957      | Стамбул                                | Istanbul                             | Фильм              | Режиссёр                                    |
| 1957      | Человек с тысячью лиц                  | Man of a Thousand Faces              | Фильм              | Режиссёр                                    |
| 1957      | Это случилось в полночь                | The Midnight Story                   | Фильм              | Режиссёр                                    |
| 1957      | Тэмми и холостяк                       | Tammy and the Bachelor               | Фильм              | Режиссёр                                    |
| 1958      | Пуск торпеды                           | Torpedo Run                          | Фильм              | Режиссёр                                    |
| 1958      | Сумерки богов                          | Twilight for the Gods                | Фильм              | Режиссёр                                    |
| 1959      | Цель — космос                          | Destination Space                    | Фильм              | Режиссёр                                    |
| 1959      | Джонни Стаккато                        | Johnny Staccato                      | Телесериал         | Режиссёр (1 эпизод)                         |
| 1959-1965 | Караван повозок                        | Wagon Train                          | Телесериал         | Режиссёр (24 эпизода)                       |
| 1960      | Кэш Макколл                            | Cash McCall                          | Фильм              | Режиссёр                                    |
| 1960      | Заполненное небо                       | The Crowded Sky                      | Фильм              | Режиссёр                                    |
| 1960      | Грабители                              | The Plunderers                       | Фильм              | Режиссёр, продюсер                          |
| 1961      | Портрет гангстера                      | Portrait of a Mobster                | Фильм              | Режиссёр                                    |
| 1961      | Премьера «Алкоа»                       | Alcoa Premiere                       | Телесериал         | Режиссёр (1 эпизод)                         |
| 1961      | Автобусная остановка                   | Bus Stop                             | Телесериал         | Режиссёр (1 эпизод)                         |
| 1962      | Новое поколение                        | The New Breed                        | Телесериал         | Режиссёр (5 эпизодов), продюсер (4 эпизода) |
| 1962      | Новое шоу Лоретты Янг                  | The New Loretta Young Show           | Телесериал         | Режиссёр (2 эпизода)                        |
| 1962      | Бен Кэйси                              | Ben Casey                            | Телесериал         | Режиссёр (2 эпизода)                        |
| 1962-1963 | Идти своим путём                       | Going My Way                         | Телесериал         | Режиссёр (14 эпизодов)                      |
| 1962-1965 | Час Альфреда Хичкока                   | The Alfred Hitchcock Hour            | Телесериал         | Режиссёр (5 эпизодов)                       |
| 1963-1965 | Театр саспенса «Крафт»                 | Kraft Suspense Theatre               | Телесериал         | Режиссёр (2 эпизода)                        |
| 1964-1966 | Семейка монстров                       | The Munsters                         | Телесериал         | Режиссёр (11 эпизодов)                      |
| 1965      | Моя жена меня приворожила              | Bewitched                            | Телесериал         | Режиссёр (1 эпизод)                         |
| 1965      | Большая долина                         | The Big Valley                       | Телесериал         | Режиссёр (1 эпизод)                         |
| 1965-1966 | Одиночка                               | The Loner                            | Телесериал         | Режиссёр (6 эпизодов)                       |
| 1966      | Ночь гризли                            | The Night of the Grizzly             | Фильм              | Режиссёр                                    |
| 1966      | Легенда о Джесси Джеймсе               | The Legend of Jesse James            | Телесериал         | Режиссёр (2 эпизода)                        |
| 1966      | Пистолеты и юбочки                     | Pistols 'n' Petticoats               | Телесериал         | Режиссёр (1 эпизод)                         |
| 1966      | Вертикальный взлёт                     | 12 O’Clock High                      | Телесериал         | Режиссёр (3 эпизода)                        |
| 1966      | Беглец                                 | The Fugitive                         | Телесериал         | Режиссёр (1 эпизод)                         |
| 1966      | Томас Хьюит Эдвард Кэт                 | T.H.E. Cat                           | Телесериал         | Режиссёр (1 эпизод)                         |
| 1967      | Ларедо                                 | Laredo                               | Телесериал         | Режиссёр (1 эпизод)                         |
| 1967      | Миссия невыполнима                     | Mission: Impossible                  | Телесериал         | Режиссёр (1 эпизод)                         |
| 1967-1968 | Звездный путь                          | Star Trek                            | Телесериал         | Режиссёр (14 эпизодов)                      |
| 1968-1970 | Высокий кустарник                      | The High Chaparral                   | Телесериал         | Режиссёр (8 эпизодов)                       |
| 1968-1972 | Бонанза                                | Bonanza                              | Телесериал         | Режиссёр (6 эпизодов)                       |
| 1969-1970 | Виргинец                               | The Virginian                        | Телесериал         | Режиссёр (6 эпизодов)                       |
| 1969-1975 | Адам-12                                | Adam-12                              | Телесериал         | Режиссёр (11 эпизодов)                      |
| 1970      | Суть дела                              | The Name of the Game                 | Телесериал         | Режиссёр (1 эпизод)                         |
| 1971      | Партнёры                               | The Partners                         | Телесериал         | Режиссёр (1 эпизод)                         |
| 1971      | Округ Кейда                            | Cade’s County                        | Телесериал         | Режиссёр (1 эпизод)                         |
| 1972      | Поиск                                  | Search                               | Телесериал         | Режиссёр (1 эпизод)                         |
| 1973      | Годовщина моей дорогой дочери          | My Darling Daughters' Anniversary    | Телефильм          | Режиссёр                                    |
| 1973-1975 | Медицинский центр                      | Medical Center                       | Телесериал         | Режиссёр (5 эпизодов)                       |
| 1973-1976 | Доктор Маркус Уэлби                    | Marcus Welby, M.D.                   | Телесериал         | Режиссёр (7 эризодов)                       |
| 1974-1976 | Критическое положение!                 | Emergency!                           | Телесериал         | Режиссёр (7 эпизодов)                       |
| 1974-1976 | Петрочелли                             | Petrocelli                           | Телесериал         | Режиссёр (4 эпизода)                        |
| 1975      | Кто такая Чёрная орхидея?              | Who Is the Black Dahlia?             | Телефильм          | Режиссёр                                    |
| 1975      | Первый Мобильный                       | Mobile One                           | Телесериал         | Режиссёр (3 эпизода)                        |
| 1976      | Бизнес-люкс                            | Executive Suite                      | Телесериал         | Режиссёр (4 эпизода)                        |
| 1977      | Рабби Ланигана                         | Lanigan’s Rabbi                      | Телесериал         | Режиссёр (2 эпизода)                        |
| 1977      | Тайны Кингстона                        | Kingston: Confidential               | Телесериал         | Режиссёр (2 эпизода)                        |
| 1977-1978 | Братья Харди и Нэнси Дрю               | The Hardy Boys/Nancy Drew Mysteries  | Телесериал         | Режиссёр (7 эпизодов)                       |
| 1978      | Лукан                                  | Lucan                                | Телесериал         | Режиссёр (1 эпизод)                         |
| 1978      | Остров фантазий                        | Fantasy Island                       | Телесериал         | Режиссёр (1 эпизод)                         |
| 1978      | Меч правосудия                         | Sword of Justice                     | Телесериал         | Режиссёр (1 эпизод)                         |
| 1978-1979 | Невероятный Халк                       | The Incredible Hulk                  | Телесериал         | Режиссёр (2 эпизода)                        |
| 1978-1979 | Завоевание Запада                      | How the West Was Won                 | Телесериал         | Режиссёр (2 эпизода)                        |
| 1979      | Остров сестры Терезы                   | Mysterious Island of Beautiful Women | Телефильм          | Режиссёр                                    |
| 1979      | Дедушка едет в Вашингтон               | Grandpa Goes to Washington           | Телесериал         | Режиссёр (1 эпизод)                         |
| 1979      | Тайная империя                         | The Secret Empire                    | Телесериал         | Режиссёр (3 эпизода)                        |
| 1979      | Досье детектива Рокфорда               | The Rockford Files                   | Телесериал         | Режиссёр (1 эпизод)                         |
| 1979-1985 | Охотник Джон                           | Trapper John, M.D.                   | Телесериал         | Режиссёр (8 эпизодов)                       |
| 1980      | Хаген                                  | Hagen                                | Телесериал         | Режиссёр (1 эпизод)                         |
| 1981      | Палмерстаун, США                       | Palmerstown, U.S.A.                  | Телесериал         | Режиссёр (1 эпизод)                         |
| 1982      | Отец Мерфи                             | Father Murphy                        | Телесериал         | Режиссёр (1 эпизод)                         |
| 1982      | Маленький домик в прериях              | Little House on the Prairie          | Телесериал         | Режиссёр (1 эпизод)                         |
| 1983      | Бумажная погоня                        | The Paper Chase                      | Телесериал         | Режиссёр (2 эпизода)                        |
| 1983      | Раустеры                               | The Rousters                         | Телесериал         | Режиссёр (1 эпизод)                         |
| 1984      | Специально на школьные каникулы от CBS | CBS Schoolbreak Special              | Телесериал         | Режиссёр (1 эпизод)                         |